# Barcarolle

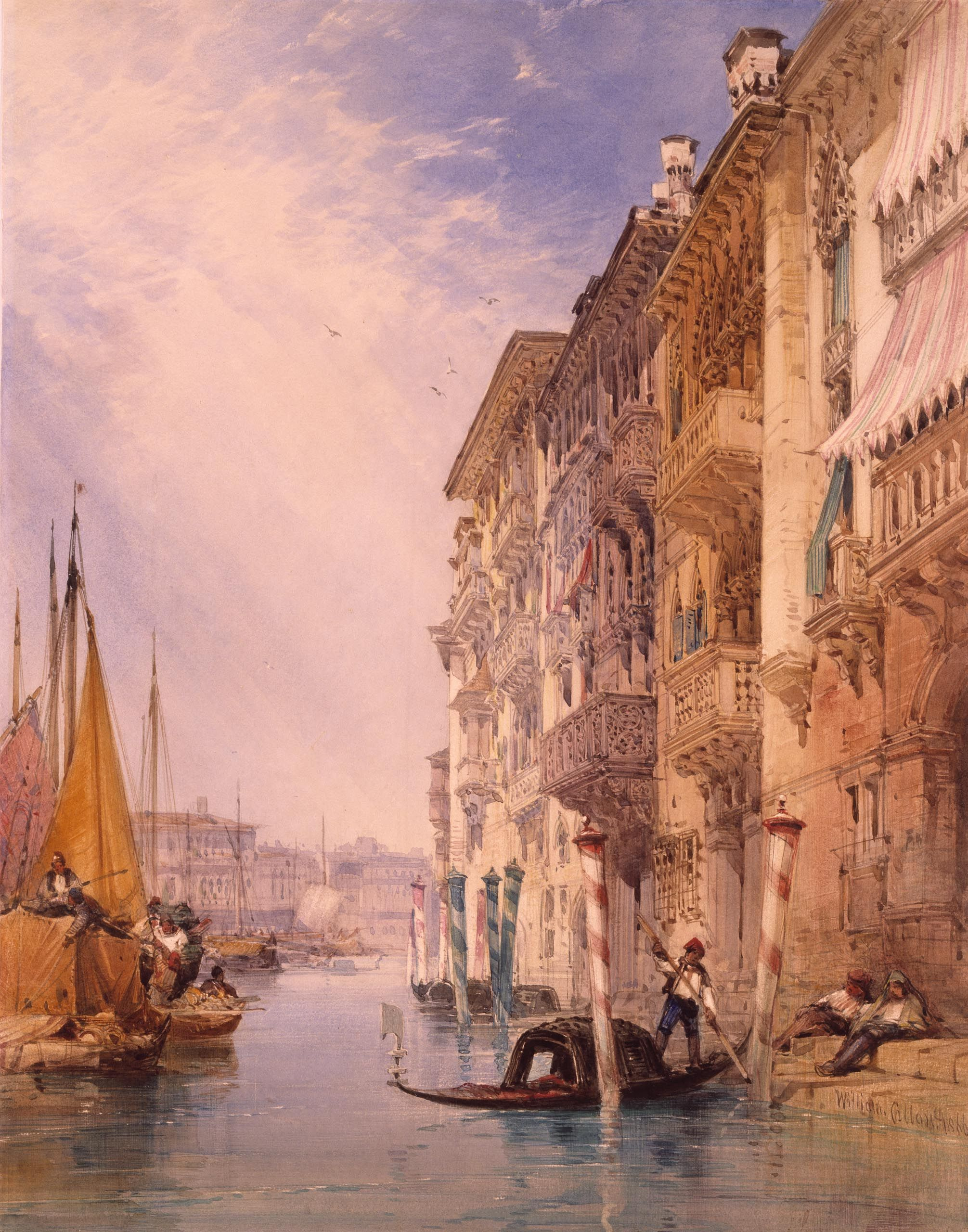
William Callow, gondel op het grote kanaal van Venetië

Een barcarolle (ofwel gondellied, van het Italiaanse barca = 'boot') is een volksliedje dat gezongen wordt door Venetiaanse gondeliers, of een muziekstuk dat in die stijl is gecomponeerd. Doorgaans is de barcarolle in een wiegende 6/8 maatsoort genoteerd.
De twee beroemdste barcarolles uit de klassieke muziek zijn die van Jacques Offenbach, uit zijn opera Hoffmanns vertellingen, en de Barcarolle in Fis majeur, op. 60, van Frédéric Chopin voor solo piano.
Giuseppe Verdi (1813-1901) nam een barcarolle op in zijn opera Un ballo in maschera. Deze opera speelt zich dan ook af in Italië, en in dit stukje wordt een gondelier toegezongen.